# Кияшково (Куявско-Поморское воеводство)
Кияшково — деревня в гмине Черниково Торуньского повета Куявско-Поморского воеводства в центральной части севера Польши.